# Quern – Undying Thoughts
Quern — Undying Thoughts — это инди-игра и приключенческая головоломка, разработанная независимой студией Zadbox Entertainment. Её выход состоялся 28 ноября 2016 года на платформы Windows, macOS, Linux и Oculus Rift. Игра была разработана четырьмя венгерскими аспирантами, один из которых живет в Великобритании. Команда задумывала свой проект, как «амбициозный», призванный возродить интерес к забытому жанру приключенческой головоломки.
Согласно игровому сюжету, управляемый персонаж, страдающий от амнезии, попадает на неизвестный остров. Там он должен разгадать десятки головоломок, а также открыть около 50 запертых дверей, чтобы в конце концов найти способ выбраться из острова.
Игра в целом получила положительные оценки со сторон игровых критиков. По версии агрегатора Metacritic средняя оценка Quern Undying Thoughts составляет 83 балла из 100 возможных. Критики в целом сошлись во мнении, что игра предлагает красивый и проработанный мир, хорошие головоломки и увлекательную историю, однако некоторые игроки сочтут головоломки слишком сложными.

## Игровой процесс
Quern представляет собой приключенческую головоломку, где игрок управляет персонажем, попавшем на необитаемый остров, где как кажется остановилось время. Игрок должен изучать пространство острова, пока не обнаружит наследие предыдущего исследователя, который общается с главным героем через записки и знакомит его со своими исследованиями и живописными изобретениями, призванными покорить окружающую природу. Из данных писем игрок узнаёт, что его задача заключается в том, чтобы продолжить исследования археолога и раскрыть тайну острова, называемого Гван Квернелок или просто Кверн. Письма также предупреждают игрока об потенциально опасной духовной сущности, которая решила защитить остров от злоумышленников. Вскоре та самая сущность или Гамана связывается с игроком и в противовес археологу противится тому, чтобы тайны острова и её технологии заполучили люди, прося главного героя восстановить равновесие на острове.
Игрок, занимаясь дальнейшим прохождением, должен поворачивать бесчисленные различные рычаги, клапаны медных котлов, орудовать биноклями и другими устройствами викторианской эпохи. Со временем игрок столкнётся с более продвинутыми технологиями, такими, как например лазеры, телепорты или «суперкомпьютер» с электромеханическими деталями. Решение головоломок требует от игрока пробовать себя в качестве часовщика, химика, ботаника, физика, электрика и даже архитектора, с необходимостью перемещать сложные структуры, чтобы изменить форму некоторых мастерских и открыть их скрытые секреты. По мере прохождения, игрок сможет совершать более продвинутые действия, смешивать зелья, работать с теплом, паром, электрическим зарядом и оптикой. Также загадкой остаются таинственные кристаллы, выступающие источником мощной энергии.

## Разработка
Разработкой игры занималась независимая студия Zadbox Entertainment, которая формально базируется в Великобритании, однако трое из четырёх её участников являются студентами из Венгрии. Разработка игры началась со студенческого проекта Даниела, игрового дизайнера, которому вскоре начали помогать другие студенты, в итоге решив сформировать собственную студию. Создание Quern исходило из идеи обратиться к старому и почти забытому игровому жанру — приключенческой головоломке от первого лица, которая по мнению команды незаслуженно игнорируется игровой индустрией, и молодые разработчики объявили, «что хотят изменить данную ситуацию», они также признались, что являются поклонниками игровой серии Myst. С точки зрения игрового процесса Quern во многом подобна играм Myst. Для поддержания своего проекта, команда запустила сбор денежных средств на Kickstarter
Quern была создана с использованием игрового движка Unity за то, что он имеет плавную кривую обучения и подходит для новичков, одновременно предлагая «удивительный потенциал». Сам представленный остров достаточно мал, однако команда уделила особое внимание разнообразным деталям острова. Сложность разработки была связана с установлением сложности головоломок, чтобы ими были довольны игроки в независимости от их опыта. Сами представленные головоломки в основном являются двухмерными.
Команда отдельно заметила, что игровой персонаж не привязан к половой/национальной принадлежности, и каждый игрок может взять на себя роль персонажа.
Анонс Quern Undying Thoughts состоялся в начале ноября 2016 года и выход состоялся через неделю, 28 ноября 2016 года.

## Критика
| Сводный рейтинг       | Сводный рейтинг |
| Агрегатор             | Оценка          |
| --------------------- | --------------- |
| Metacritic            | 83/100 (ПК)     |
| Иноязычные издания    |                 |
| Издание               | Оценка          |
| Games.cz              | 90 %            |
| Game Debate           | 8,5/10          |
| The Overpowered Noobs | 8/10            |
| Adventure Gamers      | [ 10 ]          |
| PCWorld               | 8/10            |

Игра в целом получила положительные оценки со сторон игровых критиков. По версии агрегатора Metacritic средняя оценка Quern Undying Thoughts составляет 83 балла из 100 возможных.
Критик чешского сайта Games.Tiscali заметил, что создателям Quern удалось скрыть красоту в беде. Её основной мотив — сложные головоломки, тем не менее Quern — это замечательное произведение, сумевшее полностью отделить человека от реальности благодаря сплоченной идее и созерцательной атмосфере. Игре, безупречной во всех отношениях удалось обручить логику с искусством. При этом критик заметил, что Quern раскрывает свои карты медленно, в начале оставляя впечатление дешёвой комбинации Myst и The Elder Scrolls III: Morrowind, однако гениальность игры раскрывается в виде двух «ссорящихся» и противоречивых руководств. Также по мнению критика, реалистичная функциональность головоломок придает игре острое ощущение подлинности и потрясающих деталей. Критик сайта Game-Debate назвал Quern современной интерпретацией головоломки Myst, его также впечатлил уровень сложности головоломки, заметив, что прежде чем их решить, игрок должен прежде всего понять, как они работают и зачастую для их решения путешествовать по самым дальним уголкам острова. В итоге рецензенту потребовалось около 20 часов на полное прохождение Quern при том, что в теории игру возможно пройти за 2-3 часа. Он также предупредил, что людям, не знакомым с игровым жанром, данная игра может оказаться слишком сложной. Критик также заметил, что «аплодирует» за уровень детализации окружающего пространства, также он похвалил глубоко увлекательную историю, которая будет держать игрока на крючке до самого конца.
Критик сайта Opnobs заметил, что уже через 15 минут после знакомства с Quern Undying Thoughts становится ясно, сколько Zadbox Entertainment вложила много любви в создание мира. «Игра позволяет вам почувствовать себя исследователем легендарного запретного города. Даже без каких-либо признаков жизни, изящная графика, которая заложена в построении городской архитектуры и среды, образует прекрасный мир, который привлекает вас и заставляет вас продолжать исследовать. Где люди? Что археолог хочет, чтобы вы открыли? Какие секреты хранит остров?». Критик даже заметил, что атмосфера одиночества, пронизывающая город вместе с гиперреалистичной графикой невольно вгоняла критика в паранойю, заставляя чувствовать, будто кто-то следит за героем. Также критик предупредил, что из-за достаточно сложных головоломок, игра определённо не подойдёт игрокам, раздражающимся из-за отсутствия немедленного результата. Тем не менее критик подытожил, что Quern Undying Thoughts предлагает очень много контента по меркам своего жанра и требуемой цены.